# Rrasë
Rrasë è una frazione del comune di Belsh in Albania (prefettura di Elbasan).
Fino alla riforma amministrativa del 2015 era comune autonomo, dopo la riforma è stato accorpato, insieme agli ex-comuni di Fierzë, Grekan e Kajan a costituire la municipalità di Belsh.

## Località
Il comune è formato dall'insieme delle seguenti località:
- Rrase e Siperme
- Shegas
- Guri i Bardhe
- Rrase e Poshtm